# Брункхорст, Натя
На́тя Бру́нкхорст (нем. Natja Brunckhorst; 26 сентября 1966, Западный Берлин) — немецкая актриса, кинорежиссёр, сценарист и кинопродюсер. Лауреат премии Deutscher Filmpreis (Lola) за лучший сценарий к фильму «Wie Feuer und Flamme» (2001).

## Биография
Родилась 26 сентября 1966 года в Берлине (Германия).
После неожиданного успеха «Мы дети станции Зоо», во избежание общественного внимания, она отошла от общественной жизни и пошла в школу в Англии. После недолгого пребывания в Париже в 1987 году она вернулась в Германию, чтобы учиться в Schauspielschule Bochum.

## Карьера
Снимается в кино с 1981 года. Сыграла роль Кристианы в биографическом фильме «Мы дети станции Зоо» о Кристиане Фельшеринов. Брункхорст было 13 лет, когда режиссёр Ули Эдель выбрал её на ведущую роль. Фильм сразу приобрёл культовый статус, который сохраняет до сих пор.  Выступление Дэвида Боуи в качестве композитора саундтрека, а также его камео в картине придали фильму дополнительный коммерческий импульс и популярность.
Год спустя появилась в фильме Райнера Вернера Фассбиндера «Керель» (1982). С тех пор регулярно работает в кино и на телевидении.
В 1998 году, после выздоровления от рака, вызвавшего перерыв в её актёрской карьере, дебютировала в качестве сценариста в телесериале «Einsatz Hamburg Süd». Её биографический фильм «Wie Feuer und Flamme» был удостоен премии «Lola» за лучший сценарий в 2001 году. В том же году представила публике свою первую работу в качестве режиссёра — игриво-романтический короткометражный фильм «La Mer». На 2017 год — автор сценария девяти фильмов.

## Личная жизнь
В 1988—1993 годах Натя состояла в фактическом браке с актёром Домиником Рааком (род. 1958 г.). У бывших партнёров есть дочь — Эмма Раак (род. 1991 г.).
Живёт в Мюнхене, Германия.